# Gustaf Lagerbjelke (1817–1895)
Gustaf "Gösta" Lagerbjelke, född 6 oktober 1817 på Älvsjö gård i Brännkyrka socken i nuvarande Stockholms kommun, död 6 mars 1895 i Stockholm, var en svensk greve, ämbetsman och politiker.

## Biografi
Gustaf Lagerbjelke deltog i ståndsriksdagarna 1844–1866 som medlem i adelsståndet och var dess siste lantmarskalk vid ståndsriksdagen, riksdagsledamot (första kammaren) 1867–1894, första kammarens talman 1867–1876 och 1881–1891, landshövding i Södermanlands län 1858–1888.
Lagerbjelke blev jämte Henning Hamilton, Gillis Bildt och Eric Josias Sparre en av ledarna för den tidens unghöger, det så kallade junkerpartiet, och var partiets auktoritet i grundlags- och formella frågor. I samband med representationsreformen lade han fram ett eget förslag, som dock ej antogs.
Lagerbjelke var brorson till hovkansler Gustaf Lagerbjelke och far till greven och politikern Gustaf Lagerbjelke samt till friherre Axel Lagerbielke (1865–1921), gift 4 juli 1893 med Sigrid Evers (född 1873).

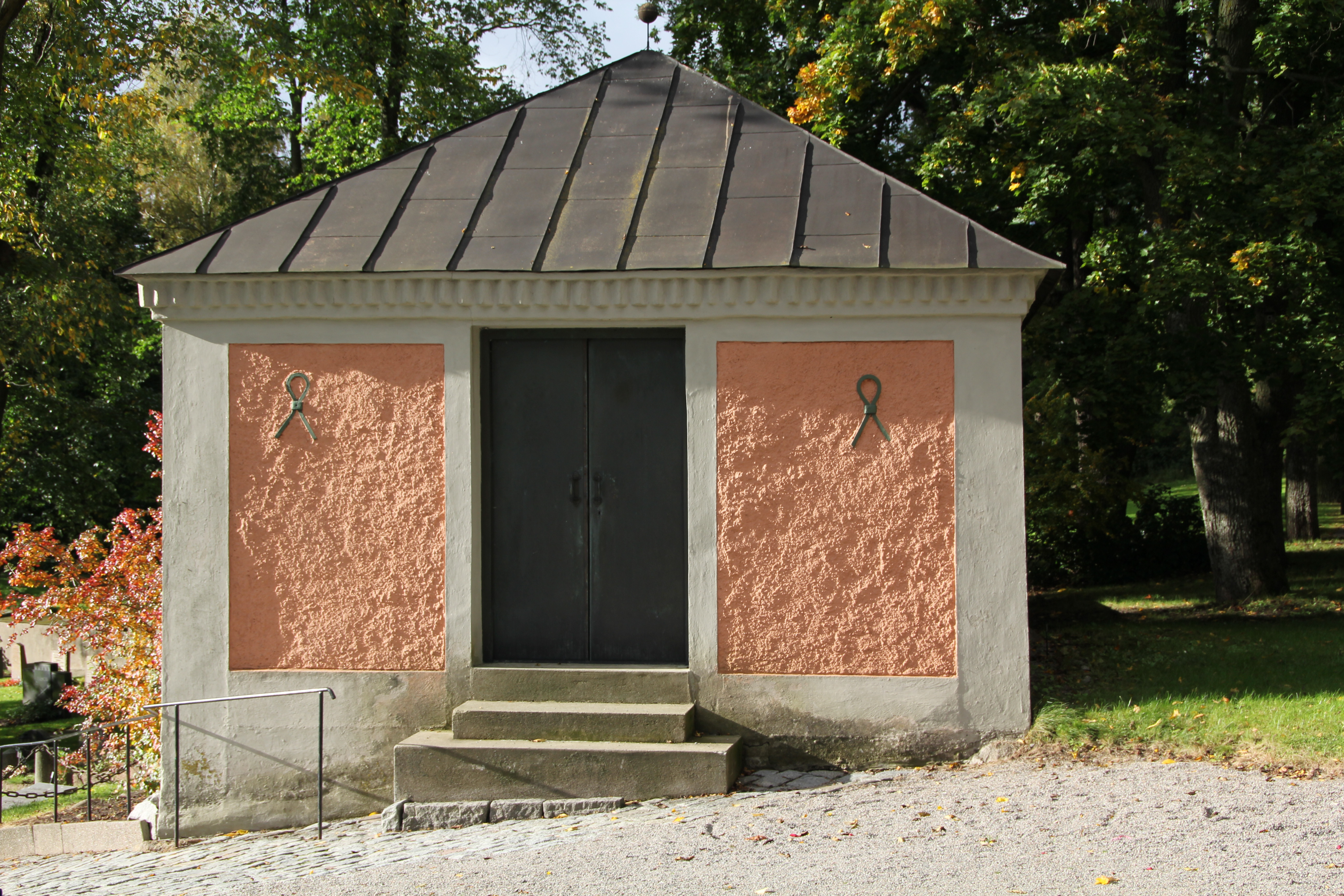
Lagerbielkeska gravkoret, Brännkyrka kyrka

Gustaf Lagerbjelke var från 1843 gift med grevinnan Sofia Albertina Snoilsky (1822–1847) och från 1859 gift med Ebba Ribbing (1839–1892). Han ligger begraven i det Lagerbielkeska gravkoret på Brännkyrka kyrkogård.